# Ludvig Læssøe
Ludvig August Læssøe (22. oktober 1808 i København – 26. juli 1878 sammesteds) var en dansk museumsmand og numismatiker, bror til Frederik, Kristian Frederik og Thorald Læssøe og far til Augusta Læssøe.

## Karriere
Han var søn af toldinspektør i Frederikshavn, senere havnekontrollør i København Niels Frederik Læssøe og Margrethe Juliane Signe Læssøe, født Abrahamson. Læssøe var møntsamler og blev volontør i det danske sekretariat under General-Toldkammer- og Kommercekollegiet 1826, senere kammerskriver og konstitueret kopist ved samme, kopist i Det Kongelige Mønt- og Medaillekabinet fra 1841 til sin død. Han var desuden konstitueret slotsforvalter på Rosenborg fra 1858 og blev inspektør ved Rosenborgsamlingen 1866. Han blev samme år udnævnt til kammerråd, fordi han blev forbigået i møntkabinettet ved inspektørpostens besættelse, blev 1875 Ridder af Dannebrog og var ridder af Nordstjerneordenen 1876 ( (jf. fotografi).
Som tegner var han selvlært, og Christian Jürgensen Thomsen inddrog ham i sin kreds, hvorefter Læssøe udførte illustrationerne til dennes Cabinet d'ignorance 1836. Han udførte desuden 175 tegninger af danske middelaldermønter fra sidst i 1200-tallet og begyndelsen af 1300-tallet, samt 9 kobberstukne tavler i folio. Læssøes gengivelser af de middelalderlige mønter er meget nøjagtige og videnskabeligt set værdifulde, og de er ikke siden overgået. En række hidtil upublicerede tegninger af vikingemønter blev derfor offentliggjort 1980 som supplement til fotografierne i en ny monografi om vikingetidsmønter på Bornholm. 
Læssøe besøgte London og Paris 1839-40 og Bergen 1847, hvor han var til en auktion og efterfølgende udarbejdede Fortegnelse over Consul, Overkrigscommissair August Christian Mohr's Samling af Skandinaviens Mynter og Medailler. Læssøe købte også mønter for privatsamlere i kommission.

## Ægteskaber
Han blev gift første gang 30. december 1843 i København med Augusta Franciska Trutzschler Hanck (25. januar 1811 i Odense - 22. oktober 1848 i København), datter af Johan Henrik Hanck og Madseline Antoinette Iversen. Anden gang ægtede han 30. maj 1850 i København Charlotte Louise Camilla Trutzschler Hanck (17. januar 1814 i Odense - 30. december 1882 på Frederiksberg), der var søster til hans første hustru. 
Han er begravet på Garnisons Kirkegård.